# Fivio Foreign
Макси Ли Райлес III (род. 29 марта 1990, Ист-Флэтбуш, Нью-Йорк), более известен как Fivio Foreign, — американский рэпер и автор песен. Он стал популярен в июне 2019 года после выпуска сингла «Big Drip», на ремиксе которого участвовали Lil Baby и Quavo. Он подписан на лейблы RichFish Records и Columbia Records.
В мае 2020 года Райлес участвовал на песне Дрейка «Demons» с микстейпа Dark Lane Demo Tapes, который достиг 34 места в чарте Billboard Hot 100.

## Ранняя жизнь
Райлес начал свою карьеру под псевдонимом Lite Fivio в 2011 году. В 2013 году он поменял своё имя на Fivio Foreign и основал хип-хоп группу 800 Foreign Side.

## Карьера
Райлес начал набирать популярность после выхода сингла «Big Drip». Песня присутствовала на мини-альбомах Pain and Love и 800 B.C. В ноябре он подписался на лейблы Columbia Records и RichFish Records.
В мае 2020 года Райлес два раза попал в чарт Billboard благодаря гостевым участиям от «Demons» от Дрейка и «Zoo York» от Lil Tjay. В тот же месяц он создал некоммерческую организацию Foreignside Foundation, нацеленную на предоставление помощи для бездомных, нынешних и бывших связанных с бандами лиц и заключённых.
11 августа 2020 года Райлес был включён в ежегодний список фрешменов от XXL. За 2020 год Fivio Foreign принимал участия на песнях других исполнителей, включая Nas, Tory Lanez, Френч Монтану и King Von. В ноябре 2020 года он выпустил сингл «Trust» из его предстоящего альбома B.I.B.L.E. 3 декабря Райлес выпустил рождественнскую песню «Baddie on My Wish List», как часть праздничного проекта от Apple Music под названием Carols Covered.
29 февраля 2021 года он участвовал на песне Канье Уэста «Off the Grid» при участии Playboi Carti с альбома Donda. 11 февраля 2022 года Райлес выпустил сингл совместно с Уэстом и Алишой Киз под названием «City of Gods», посвящённый его покойному другу T-Dott Woo. В тот же день было объявлено, что его дебютный студийный альбом B.I.B.L.E. будет выпущен 25 марта 2022, однако он был перенесён на 8 апреля.

## Личная жизнь
В 2018 году мама Райлеса умерла от инсульта. У него есть один ребёнок с его девушкой. Fivio Foreign являлся другом рэпера Pop Smoke, убитого в феврале 2020 года.

## Дискография

### Студийные альбомы
| Название   | Детали альбома                                                                               | Высшие позиции в чартах | Высшие позиции в чартах | Высшие позиции в чартах | Высшие позиции в чартах | Высшие позиции в чартах | Высшие позиции в чартах |
| ---------- | -------------------------------------------------------------------------------------------- | ----------------------- | ----------------------- | ----------------------- | ----------------------- | ----------------------- | ----------------------- |
| Название   | Детали альбома                                                                               | US                      | US R&B/HH               | CAN                     | NLD                     | NZ                      | UK                      |
| B.I.B.L.E. | - Выпущен: 8 апреля 2022 - Лейбл: RichFish, Columbia - Формат: Цифровое скачивание, стриминг | 9                       | 5                       | 8                       | 47                      | 40                      | 65                      |

### Мини-альбомы
| Название      | Детали                                                                                             | Высшая позиция в чарте | Высшая позиция в чарте |
| Название      | Детали                                                                                             | US                     | US Heat.               |
| ------------- | -------------------------------------------------------------------------------------------------- | ---------------------- | ---------------------- |
| Pain and Love | - Выпущен: 13 ноября 2019 года - Лейблы: RichFish, Columbia - Формат: Цифровая загрузка, стриминг  | —                      | 23                     |
| 800 B.C       | - Выпущен: 24 апреля 2020 года - Лейблы: RichFish, Columbia - Форматы: Цифровая загрузка, стриминг | 159                    | 1                      |

### Синглы

#### Как главный исполнитель
| Название                                                    | Год  | Высшая позиция в чарте | Высшая позиция в чарте | Высшая позиция в чарте | Высшая позиция в чарте | Сертификации    | Альбом                  |
| Название                                                    | Год  | US                     | US R&B/HH              | US Rap                 | UK                     | Сертификации    | Альбом                  |
| ----------------------------------------------------------- | ---- | ---------------------- | ---------------------- | ---------------------- | ---------------------- | --------------- | ----------------------- |
| «Big Drip» (сольно или ремикс при участии Quavo и Lil Baby) | 2019 | —                      | —                      | —                      | —                      | - RIAA: Золотой | Pain and Love и 800 B.C |
| «Richer Than Ever» (совместно с Rich the Kid)               | 2020 | —                      | —                      | —                      | —                      |                 | Внеальбомный сингл      |
| «Spider-Man» (совместно с Ron Suno)                         | 2020 | —                      | —                      | —                      | —                      |                 | Swag Like Mike          |
| «Wetty»                                                     | 2020 | —                      | —                      | —                      | —                      |                 | 800 B.C                 |
| «Move Like a Boss» (при участии Young M.A)                  | 2020 | —                      | —                      | —                      | —                      |                 | B.I.B.L.E.              |
| «13 Going on 30»                                            | 2020 | —                      | —                      | —                      | —                      |                 | B.I.B.L.E.              |
| «Bop It» (при участии Polo G)                               | 2020 | —                      | —                      | —                      | —                      |                 | B.I.B.L.E.              |
| «Trust»                                                     | 2020 | —                      | —                      | —                      | —                      |                 | B.I.B.L.E.              |
| «Baddie on My Wishlist»                                     | 2021 | —                      | —                      | —                      | —                      |                 | Carols Covered          |
| «Headshot» (совместно с Lil Tjay и Polo G)                  | 2021 | 42                     | 21                     | 15                     | 40                     | - RIAA: Золотой | Destined 2 Win          |
| «Atlanta»                                                   | —    | —                      | —                      | —                      | —                      |                 | B.I.B.L.E.              |
| «Story Time»                                                | —    | —                      | —                      | —                      | —                      |                 | B.I.B.L.E.              |

#### Как гостевой исполнитель
| Название | Год  | Высшая позиция в чарте | Высшая позиция в чарте | Высшая позиция в чарте | Высшая позиция в чарте | Сертификации    | Альбом                                      |
| Название | Год  | US Bub.                | US R&B/HH              | CAN                    | UK                     | Сертификации    | Альбом                                      |
| --- | ---- | ---------------------- | ---------------------- | ---------------------- | ---------------------- | --------------- | ------------------------------------------- |
| «K Lo K» (Tory Lanez при участии Fivio Foreign)                                                                     | 2020 | —                      | —                      | 86                     | —                      |                 | Внеальбомный сингл                          |
| «Rounds» (Calboy при участии Fivio Foreign)                                                                         | 2020 | —                      | —                      | —                      | —                      |                 | Long Live the Kings                         |
| «Ah Ah Ah» (DreamDoll при участии Fivio Foreign)                                                                    | 2020 | —                      | —                      | —                      | —                      |                 | Внеальбмный сингл                           |
| «Dominican Mami» (DaniLeigh при участии Fivio Foreign)                                                              | 2020 | —                      | —                      | —                      | —                      |                 | Movie                                       |
| «Couped Out» (Famous Dex при участии Fivio Foreign)                                                                 | 2020 | —                      | —                      | —                      | —                      |                 | Diana                                       |
| «I Am What I Am» (King Von при участии Fivio Foreign)                                                               | 2020 | 8                      | —                      | —                      | —                      | - RIAA: Золотой | Welcome to O'Block                          |
| «Fashion» (The Plug и M24 при участии Fivio Foreign)                                                                | 2021 | —                      | —                      | —                      | —                      |                 | TBA                                         |
| «Body (Ремикс)» (Russ Millions и Tion Wayne при участии Bugzy Malone, Darkoo, Buni, ArrDee, E1, ZT и Fivio Foreign) | 2021 | 5                      | 46                     | 16                     | 1                      |                 | TBA                                         |
| «Spin Music» (Toosii совместно с Fivio Foreign)                                                                     | 2021 | —                      | —                      | —                      | —                      |                 | Thank You for Believing (The Manifestation) |

### Другие песни в чартах
| Название                                                              | Год  | Высшая позиция в чарте | Высшая позиция в чарте | Высшая позиция в чарте | Высшая позиция в чарте | Высшая позиция в чарте | Высшая позиция в чарте | Альбом               |
| Название                                                              | Год  | US                     | US R&B/HH              | US Rap                 | CAN                    | FRA                    | UK                     | Альбом               |
| --------------------------------------------------------------------- | ---- | ---------------------- | ---------------------- | ---------------------- | ---------------------- | ---------------------- | ---------------------- | -------------------- |
| «Demons» (Drake при участии Fivio Foreign и Sosa Geek)                | 2020 | 34                     | 20                     | 16                     | 21                     | 177                    | —                      | Dark Lane Demo Tapes |
| «Zoo York» (Lil Tjay при участии Fivio Foreign и Pop Smoke)           | 2020 | 65                     | 28                     | 25                     | 38                     | —                      | 65                     | State of Emergency   |
| «Spicy» (Nas при участии Fivio Foreign и A$AP Ferg)                   | 2020 | 96                     | 36                     | —                      | —                      | —                      | —                      | King’s Disease       |
| «Clueless» (Polo G при участии Pop Smoke и Fivio Foreign)             | 2021 | 79                     | 32                     | —                      | 40                     | —                      | —                      | Hall of Fame         |
| «Off the Grid» (Канье Уэст при участии Playboi Carti и Fivio Foreign) | 2021 | 11                     | 4                      | 4                      | 7                      | 44                     | 15                     | Donda                |